# Laurentgourretia
Laurentgourretia is een geslacht van kreeftachtigen uit de klasse van de Malacostraca (hogere kreeftachtigen).

## Soort
- Laurentgourretia rhopalommata Sakai, 2004